# Museo archeologico di Sirmione
Il Museo archeologico di Sirmione è una struttura museale situata a Sirmione, nella provincia di Brescia, in Lombardia.
Aperto al pubblico nel 1999, custodisce elementi architettonici, mosaici e importanti reperti rinvenuti nelle Grotte di Catullo. Fra questi sono degni di nota gli splendidi resti delle decorazioni ad affresco e in stucco che arricchivano gli ambienti residenziali della villa. Altre sezioni illustrano la storia più antica della penisola e di altri insediamenti del Garda.
All'interno del museo è installato un monitor touch-screen con video multilingue (italiano, inglese e tedesco) dedicato alle Grotte di Catullo e agli insediamenti antichi del basso Garda.